# 마츠 네슬룬드
마츠 토르스텐 네슬룬드(스웨덴어: Mats Torsten Näslund, 1959년 10월 31일~)는 스웨덴의 전직 아이스하키 선수로 선수 시절 포지션은 레프트윙이었다. 내셔널 하키 리그(NHL)의 카나디앵 드 몽레알와 보스턴 브루인스 소속으로 뛰었으며 몽레알 소속 시절인 1986년에 스탠리 컵 우승을 차지했다. 1986년에는 NHL 최고의 스포츠맨십 선수상인 레이디 빙 메모리얼 트로피를 받았다.
국제 대회에서는 스웨덴 대표팀의 일원으로 뛰었으며 1980년 동계 올림픽 동메달, 1994년 동계 올림픽 금메달, 1981년 세계 아이스하키 선수권 대회 우승 등의 성과를 내면서 트리플 골드 클럽에 가입했다.